# Dov Karmi

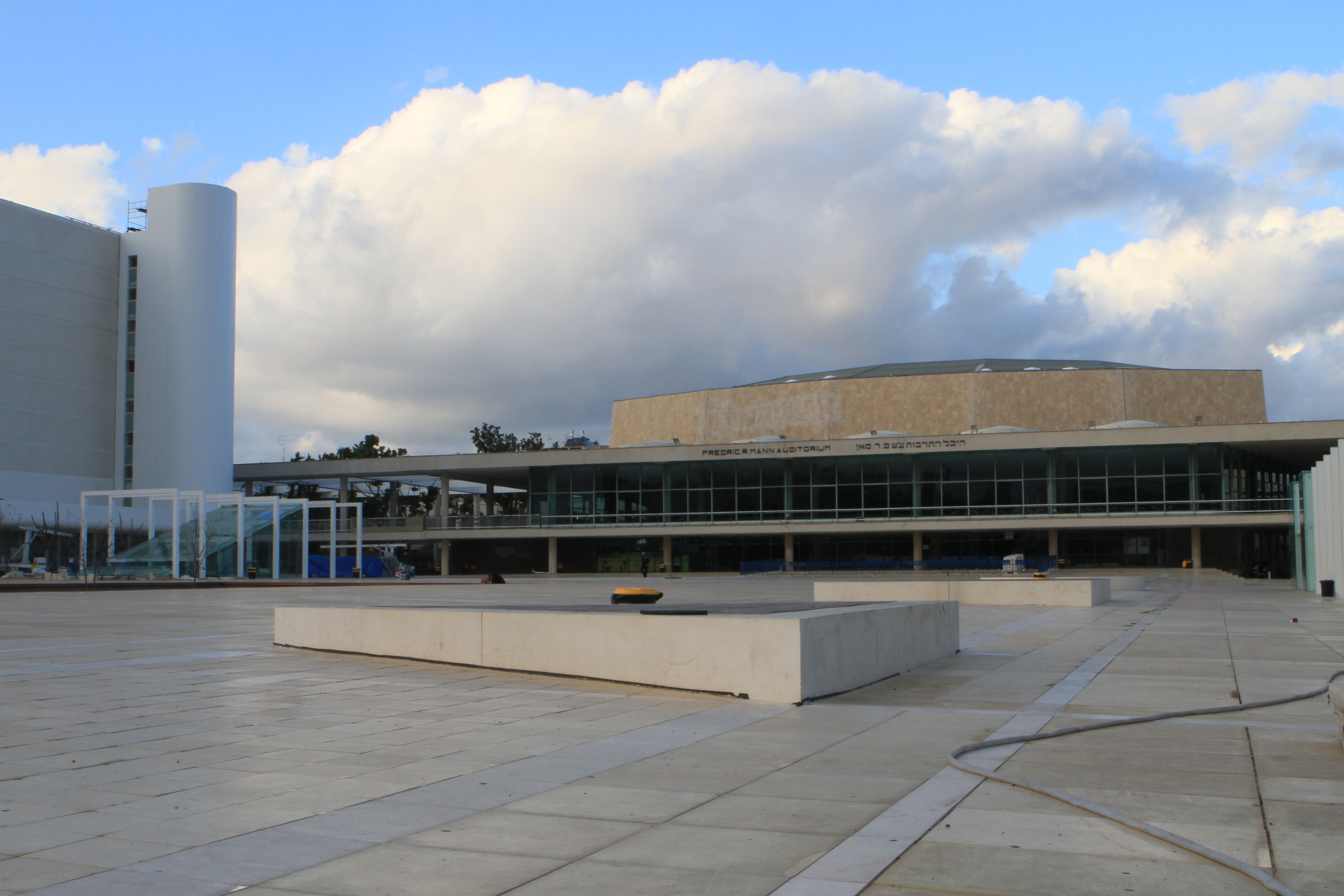
Auditorio Mann (1957), de Dov Karmi, Zeev Rechter y Yaacov Rechter, Tel Aviv

Dov Karmi (en ruso: Дов Карми; en hebreo: דב כרמי‎) (Odesa, Ucrania, 1905-Tel Aviv, Israel, 14 de mayo de 1962) fue un arquitecto racionalista israelí de origen ucraniano. 

## Trayectoria
Ucraniano de nacimiento, sus padres se trasladaron a la Tierra de Israel en 1921, en ese entonces bajo mandato británico. Estudió en la Academia de artes y diseño Bezalel en Jerusalén, y completó su formación entre 1925 y 1930 en la Escuela Especial de Ingeniería Civil y de Artes y Manufacturas de Gante (Bélgica). De regreso a su país se integró en el círculo de jóvenes arquitectos vanguardistas que lideraban Zeev Rechter y Arieh Sharon, que impusieron el estilo racionalista en la arquitectura del Mandato británico de Palestina.
Realizó numerosas obras, entre las que destacan la sede del sindicato Histadrut en Tel Aviv (1953) y el Pequeño Teatro de Tel Aviv (1955). Con Zeev Rechter proyectó el Auditorio Mann o Palacio de la Cultura en Tel Aviv (1951-1957), cuya plaza anexa, conocida como jardín de Jacob, fue planificada por el hijo de Zeev Rechter, Yaacov Rechter.
Karmi destacó especialmente en el ámbito residencial: sus numerosas viviendas, la mayoría en Tel Aviv, destacan por su funcionalismo y su cuidadoso estudio medioambiental, en el que tiene en cuenta tanto los porcentajes de sol y sombra como la brisa marina.
En 1957 ganó el Premio Israel de arquitectura. Sus hijos, Ram Karmi y Ada Karmi-Melamede, siguieron sus pasos en la arquitectura.